# Cathrine Zaborowski
Cathrine Elisabeth Zaborowski (ur. 3 sierpnia 1971) – norweska piłkarka nożna występująca na pozycji pomocnika, srebrna medalistka mistrzostw świata i wielokrotna medalistka mistrzostw Europy. Ma polskie pochodzenie.
W 1986 Zaborowski zadebiutowała w reprezentacji Norwegii do lat 16. Dwa lata później rozegrała swój pierwszy mecz w dorosłej reprezentacji, przeciwko Tajlandkom. Była w składzie reprezentacji, która wywalczyła srebrny medal podczas mistrzostw Europy 1987 w Niemczech Zachodnich. W tym samym roku otrzymała nagrodę Karolineprisen przyznawaną zdolnym uczniom szkół średnich, którzy osiągają dobre wyniki w sporcie lub kulturze. Dwa lata później Zaborowski wraz z reprezentacją zdobyła zajęła 2. miejsce na mistrzostwach Europy 1991 w Danii. W listopadzie 1991 wystąpiła na pierwszych w historii mistrzostwach świata kobiet. Podczas mundialu rozgrywanego w Chinach rozegrała 6 spotkań, w tym także we finale z reprezentacją Stanów Zjednoczonych, w którym Norweżki przegrały wynikiem 1:2. W 1993 Zaborowski po raz trzeci wystąpiła na mistrzostwach starego kontynentu. Na Euro we Włoszech reprezentantki Norwegii ponownie dotarły do finału, w którym wygrały z reprezentantkami gospodarzy wynikiem 1:0.
Ostatni mecz w reprezentacji Zaborowski rozegrała w 1994. W sumie wystąpiła w 68 meczach i strzeliła 7 bramek.
Grała w klubach Asker SK (Norwegia) i NC State (Stany Zjednoczone).